# Атюша
Атю́ша — село в Україні, у Коропській селищній громаді Новгород-Сіверського району Чернігівської області. До 2016 у складі Атюшівської сільської ради. Від 2016 орган місцевого самоврядування — Коропська селищна рада. Населення — 1026 осіб станом на 01.11.2024.

## Географія
Село розташоване за 22 кілометри від центру громади Коропа та за 15 кілометрів від залізничної станції Алтинівка, за 4 кілометри від автотраси Київ-Бачівськ М02.

## Назва
Назва населеного пункту походить від назви річки Атюша, яка протікала через село і впадала в річку Сейм. У селі зберігся давній переказ про виникнення назви річки. Йшли три поселенці, і в долині невідомої річки зустрілися з вовком. Один з них крикнув — «А!», другий — «Тю!», а третій — «Ша!». З цих вигуків і виникла назва річки, а ті люди заснували на ній поселення. Ми часто всерйоз не сприймаємо такі перекази, хоча схожі факти мають місце в топонімії[джерело?].
Пошуки кореня — «атю» в довідкових виданнях української мови вказують на можливість походження назви села від слова «атю», що означає бери, лови[джерело?].

## Символіка
На гербі зображений вовк і три козацькі хрести (три поселенці), що випливає з легенди про заснування села. Сніжинка вказує на Морозівський ставок і вказує на перебування тут козацького отамана Морозенка. Синьо-жовті кольори і три виїмки (три яри за селом) в жовтій смузі вказують на перебування шведів під час війни між Росією і Швецією.

## Історія

### Витоки
Село Атюша було засноване не пізніше першої половини XVII ст. серед лісів і боліт Чернігівського Полісся, хоча за описом 1654 р. воно не
згадується.

### За часів козаччини
За матеріалами Слідства про маєтності Ніжинського полку (1729-1730), у часи Івана Брюховецького, Дем'яна Ігнатовича, Івана Самойловича, Івана Мазепи та Івана Скоропадського посполиті і угіддя навколо Атюші належали Новомлинському жіночому монастирю.
Так звана «Мазепина книга» вказує на належність села до Батуринської та Новомлинської сотень.
Історик Борис Крупницький у книзі «Гетьман Мазепа та його доба» згадує Атюшу у зв'язку з подіями Північної війни (1700—1721 рр.) між Росією і Швецією. Про них нагадують яри за селом, які називають Швединими. В місцях легендарного перебування козацького отамана Морозенка до сьогодні існує топонім — Морозів пруд. Є свідчення, що атюшани у 1708 році зустріли Мазепу та Карла ХІІ хлібом-сіллю. Також у «Мазепиній книзі» знаходимо згадку про те, що в січні 1726 року атюшівський отаман Іван Гаркавенко разом з військовим товаришем Остафієм Боченком давав свідчення у справі ревізії колишніх маєтностей Івана Мазепи.
Незважаючи на погану якість місцевих ґрунтів, місцеве населення у XVIII ст. швидко збільшувалося, цьому сприяла відсутність гніту державців й монастирських старшин, адже жіночий Новомлинський монастир не міг накласти на селян важкі повинності. У свою чергу, козацьку старшину не цікавили атюшівські піщані землі. За описом монастирської власності 1766 р. монастир володів с. Атюша та слобідкою Кербутівкою.
За даними Генерального опису у кінці 1760-х років у селі Атюша було дві дерев'яні церкви: в ім'я Архістратига Михайла та Святителя Миколая; 262 козацьких та 33 селянських дворів. Селяни належали Новомлинському жіночому монастирю. Дрібним власником був атюшівський священник Іван Вербицький.
Після анексії Гетьманщини і запровадження нового адміністративного поділу у 1782 р., Атюша стала центром волості (з 1802 р.) Кролевецького повіту Чернігівської губернії, до якої входили села Билка, Ксьонзівка, Мельня, хутори Горохове, Рубаників, Пуста Гребля, Киселівка, Лотошевський, Гончарівка (Лубенець).

### ХІХ століття
Напередодні скасування кріпацтва, 1859 року у казенному й козацькому селі Кролевецького повіту Чернігівської губернії мешкало 848 осіб (1433 чоловічої статі та 1625 — жіночої), налічувалось 503 дворів, діяли 2 православні церкви й сільська розправа.
У 1866 році в Атюші налічувалося 503 двори, 3058 жителів.
Станом на 1886 у колишньому державному й власницькому селі, центрі Атюської волості, мешкало 3330 осіб, налічувалось 577 дворових господарств, існували 2 православні церкви, школа, 6 постоялих будинків, 3 лавки, вітряний млин, відбувались базари й 2 ярмарки на рік.
Того ж 1886 року з села Атюша в сибірське селище Чудсткі Пруди (в 1913 перейменоване в Романово), переселилось понад 150 осіб.
Станом на 1893 рік у поселенні мешкало 3959 осіб (1930 чоловічої статі та 2029 — жіночої), налічувалось 709 дворових господарства.
За переписом 1897 року кількість мешканців зменшилась до 3689 осіб (1768 чоловічої статі та 1921 — жіночої), з яких 3659 — православної віри.Працювала земська школа, бібліотека.
За кріпаччини в селі мали володіння поміщики Косач, Тарасов, Коронний, поручик Литовський та інші. У своєму володінні вони мали найкращі землі.
1857 року в селі побудували нову Миколаївську, а 1890-го Михайлівську церкви. До наших днів збереглася Миколаївська церква.

### ХХІ століття
12 червня 2020 року, відповідно до розпорядження Кабінету Міністрів України № 730-р «Про визначення адміністративних центрів та затвердження територій територіальних громад Чернігівської області», увійшло до складу Коропської селищної громади.
19 липня 2020 року, в результаті адміністративно-територіальної реформи та ліквідації Коропського району, увійшло до складу Новгород-Сіверського району Чернігівської області.
Житель села Василь Кравченко під час активних бойових дій під час російсько-української війни не призупиняв пасажирські перевезення.

## Населення

### Мова
Розподіл населення за рідною мовою за даними перепису 2001 року:
| Мова       | Кількість | Відсоток |
| ---------- | --------- | -------- |
| українська | 1541      | 98.15%   |
| російська  | 28        | 1.78%    |
| вірменська | 1         | 0.07%    |
| Усього     | 1570      | 100%     |

## Уродженці
У селі народилися:
- Карацюба Анатолій Миколайович (1 серпня 1946) — генерал-майор міліції у відставці, заслужений юрист України, заступник директора центру ендоваскулярної нейрорентгенохірургії. Генерал-майор у відставці.
- Ковтун Станіслав Григорович (1986—2014) — солдат Збройних сил України, учасник російсько-української війни.
- Тимко Василь Федосійович — директор ДП «Городнянське лісове господарство», заслужений лісівник України.
- Рак Леонід Пилипович (25 лютого 1935 — 12 серпня 2005) — кандидат у майстри спорту з волейболу, відмінник народної освіти, Соросівський стипендіант у галузі хімії.

## Пам'ятки
- Дерев'яна Миколаївська церква. Це великий дерев’яний п'ятибанний храм, який у минулому мав ще й прибудовану триярусну дзвіницю. Миколаївську церкву було збудовано 1857 році, але у 1904 її докорінно перебудували за єпархіальним проектом. Можливо, стару церкву взагалі було розібрано.

## Топоніміка
Кутки: Завгоріддя, Берег, Крупинівка, Кукібнівка, Зацерківка, Тимків куток, Ричиківка, Дедухівка, Портянків, Сушківка, Голомозівка, Дорошівка, Пісок, Морозівка.
Яри: Шведині ярки.
Болота: Удодове, Вольниця, За кручею, Корма.